# Obiettivo 7 per lo Sviluppo sostenibile

OSS 7

L'Obiettivo 7 per lo Sviluppo sostenibile (Obiettivo 7 oppure OSS 7) riguarda "Energia pulita e accessibile" La dicitura ufficiale è “Assicurare a tutti l’accesso a sistemi di energia economici, affidabili, sostenibili e moderni”.

## Contesto

### Agenda 2030
Gli Obiettivi per lo Sviluppo Sostenibile sono una raccolta di 17 obiettivi globali fissati dalle Nazioni Unite. Gli obiettivi generali sono interconnessi, anche se ognuno ha i propri traguardi da raggiungere. Gli Obiettivi di Sviluppo sostenibile coprono un’ampia gamma di problemi relativi allo sviluppo sociale ed economico. Questi includono la povertà, la fame, la salute, l’istruzione, il cambiamento climatico, l’uguaglianza di genere, l’approvvigionamento idrico, la raccolta di rifiuti, l’energia, l’urbanizzazione, l’ambiente e la giustizia sociale. Il documento finale del Vertice dell’ONU riguardante l’Agenda 2030: “Trasformare il nostro mondo: l’Agenda 2030 per lo sviluppo sostenibile” pone l’accento sulla necessità di “proteggere il pianeta dal degrado, incluso il consumo e la produzione sostenibile, di gestire in modo sostenibile le sue risorse naturali e di intervenire in modo concreto sul cambiamento climatico per poter provvedere al sostentamento delle generazioni presenti e future.”

### L’energia nel mondo
Oggigiorno (secondo i dati delle Nazioni Unite) una persona su cinque non dispone di moderni mezzi elettrici e quasi 3 miliardi di persone (poco meno del 50% della popolazione mondiale) dipendono ancora dal legno per riscaldarsi.

## Obiettivi
Per garantire energia pulita e accessibile a tutto il mondo l’Agenda 2030 s’impegna a raggiungere questi 5 obbiettivi da lei fissati:
- Garantire entro il 2030 accesso a servizi energetici che siano convenienti, affidabili e moderni

- Aumentare considerevolmente entro il 2030 la quota di energie rinnovabili nel consumo totale di energia

- Raddoppiare entro il 2030 il tasso globale di miglioramento dell’efficienza energetica

- Accrescere entro il 2030 la cooperazione internazionale per facilitare l’accesso alla ricerca e alle tecnologie legate all’energia pulita – comprese le risorse rinnovabili, l’efficienza energetica e le tecnologie di combustibili fossili più avanzate e pulite – e promuovere gli investimenti nelle infrastrutture energetiche e nelle tecnologie dell’energia pulita

- Implementare entro il 2030 le infrastrutture e migliorare le tecnologie per fornire servizi energetici moderni e sostenibili, specialmente nei paesi meno sviluppati, nei piccoli stati insulari e negli stati in via di sviluppo senza sbocco sul mare, conformemente ai loro rispettivi programmi di sostegno